# Maison Zervos
La maison Zervos, surnommée « la Goulotte », est une maison de Vézelay rénovée et aménagée entre 1937 à 1943 par l'architecte Jean Badovici, avec la participation supposée d'Eileen Gray.
Conçue comme une maison de vacances, elle est généralement classée comme une œuvre représentative de l'architecture moderne de la première moitié du XXe siècle, dont Badovici était un ardent promoteur dans la revue L'Architecture vivante. Ce fut le dernier projet conduit par l'architecte à Vézelay qui utilisa ici ses techniques clefs : l'inspiration industrielle et l'utilisation de longues fenêtres pour créer de grandes percées horizontales.

## Histoire de la propriété
Les Zervos habitent régulièrement leur maison de vacances entre 1937 et 1970. Pendant la Seconde Guerre mondiale, elle est occupée en permanence par le couple et certains de leurs amis qui se cachent des allemands.
En 1970, la ville de Vézelay hérite de la maison de Christian Zervos ; la propriété est alors abandonnée pendant de nombreuses années jusqu'à la création de la Fondation Christian et Yvonne Zervos en 1982, et l'utilisation de la maison comme un lieu d'exposition, puis une résidence d'artiste.

### Le hameau de la Goulotte
En 1905, la ferme de la Goulotte est dévastée par une tornade, et une partie des bâtiments est abandonnée par le propriétaire M. Rousseau.
Dès 1935, Christian Zervos et son épouse Yvonne sont invités à Vézelay par leur ami Jean Badovici qui les encourage à venir s'y installer. Badovici n'avait toujours pas perdu l'idée de créer une communauté d'artistes, à l'exemple de la colline de Monte Verita d'Ascona. La vue de la colline de Vézelay depuis la Goulotte achève de les convaincre et le projet de rénovation totale de l'ancienne ferme prend forme. Le couple décide de la transformer pour en faire leur maison de vacances.

### La commande de Christian et Yvonne Zervos
La maison Zervos est une commande de Christian et Yvonne Zervos réalisée en 1937 auprès de leur ami Jean Badovici. Il s'agit en réalité d'une double commande : d'une part, une maison de vacances pour accueillir les nombreux amis du couple et, d'autre part, une maison/galerie pour accueillir leurs collections et préparer les expositions de leurs galeries parisiennes, la galerie Cahiers d'art et la galerie MAI.

### Les travaux de Jean Badovici et Eileen Gray

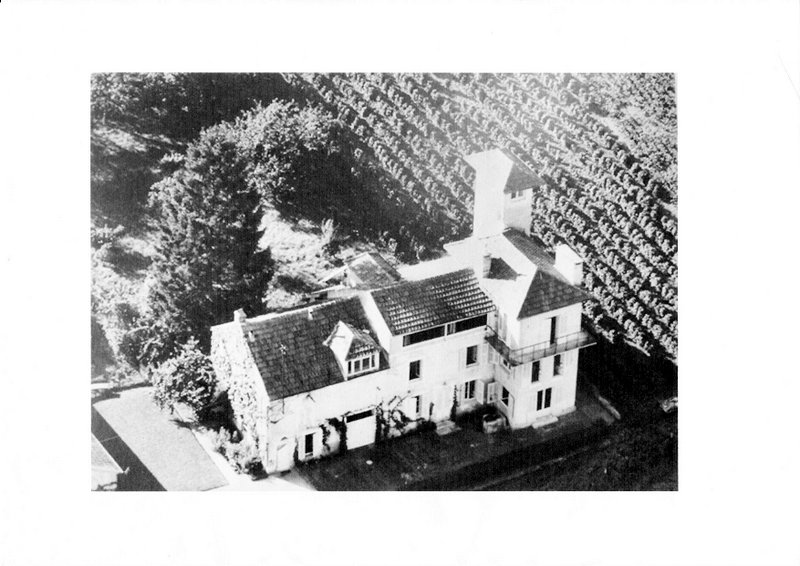
Vue aérienne de la maison Zervos.

Cette construction achevait la période de rénovation des maisons de Vézelay commencée dix ans plus tôt par les architectes et reprend des idées élaborées dans la villa E-1027 (1929) sans pourtant suivre la formule des cinq points de l'architecture moderne théorisée par leur ami Le Corbusier. Badovici et Gray prônent un retour aux dimensions humaines de la construction dès cette époque.

«  […] Mais la technique n'est pas tout. Elle n'est que le moyen. Il faut construire pour l'homme, qu'il retrouve dans la construction architecturale la joie de se sentir lui-même, comme en un tout qui le prolonge et le complète. Que les meubles mêmes, perdant leur individualité propre, se fondent dans l'ensemble architectural ! »

— « De l'éclectisme au doute », Jean Badovici et Eileen Gray, L'Architecture vivante, automne-hiver 1929, p. 16.
On retrouve dans la maison Zervos un vocabulaire radicalement moderne : fenêtres en longueur, libre expression de la façade, et utilisation de garde-corps et de matériaux industriels qui permettent de réduire les murs porteurs, comme le béton et les poteaux en acier. La grande terrasse sud-est, s'ouvre sur le soleil levant jusqu'à l'après midi communique avec toutes les pièces du rez-de-chaussée, tandis que le préau s'ouvre dans toute sa longueur sur le jardin arrière Nord-Ouest, et le coucher de soleil qui rentre par les grandes ouvertures du dos de la maison.

### Le cercle des Zervos

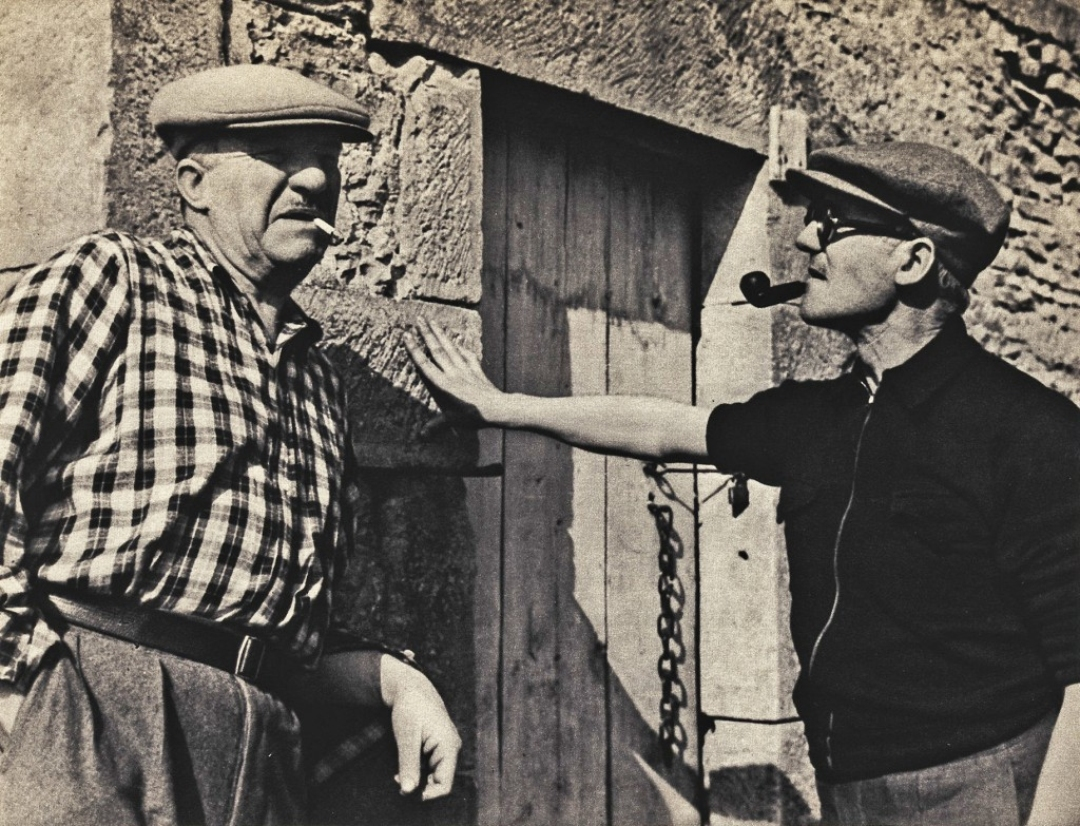
Fernand Léger et Le Corbusier devant la maison Zervos en 1937.

Le couple Zervos devient propriétaire de la masure en août 1937 et commence à aménager leur nouvelle maison de vacances. Yvonne Zervos décrit ainsi la maison en 1937 : 

« Une chambre à feu et une chambre à four au rez-de-chaussée, une chambre et un cabinet au premier étage, un grenier dessus couvert de tuiles, une cave derrière ayant entrée par la grange. »

En juin 1939, les Zervos arrondissent le pré attenant et Yvonne pousse les murs de la Goulotte avec les artisans locaux. Une chambre d'ami est aménagée, près de la grange. Il y a un poulailler, un abri pour les moutons et pour la vache.
Les rénovations et les aménagements de la Goulotte par Jean Badovici, peut-être assisté d'Eileen Gray, se poursuivront jusqu'en 1943. À l’époque, la saison de Vézelay est l’été. Devenu un estivant fidèle, l'éditeur et la galeriste reçoivent à la goulotte des personnalités célèbres (littéraires, artistiques, architecture) telles : Fernand Léger, Le Corbusier, Jean Castagnier, Luis Fernandez, Wifredo Lam, René Char. Mais les hôtes les plus assidus chez les Zervos sont Paul Éluard et Nusch. Picasso est venu lui aussi retrouver les Zervos à Vézelay. Le peintre était à l'origine de la rencontre entre Zervos et sa femme Yvonne, en août 1928 à Dinard, avant qu'il ne confie à son ami, l'édition exhaustive du catalogue de l'ensemble de son œuvre en 1932.
Christian Zervos ne désespère pas non plus de recevoir à la Goulotte le célèbre romancier Romain Rolland installé à Vézelay en 1938, lorsque l'éditeur envoie sa fille adoptive Yvette lui offrir une étude de l'iconographie dans l'œuvre d'Anatole France.
Le couple vit dans la maison à temps plein de 1942, jusqu'à la libération en 1944 où ils retournent dans leur appartement du no 40, rue du Bac à Paris. Les Zervos accueillent leurs amis Paul Éluard et Nusch en février et mars 1942 alors que ceux-ci sont dans la clandestinité.

### Le legs des propriétés de l'éditeur à la commune de Vézelay
En 1970, Christian Zervos lègue par testament sa maison, ses collections et l'ensemble de ses biens à la ville de Vézelay, pour y créer une fondation.
Le 15 mars 1982, la Fondation Christian et Yvonne Zervos est créée.
En 1999, des travaux de rénovation de la toiture, de l'électricité et du chauffage sont réalisés, ainsi que le remplacement des volets.
En 2013, le label «Maisons des Illustres» est décerné à la Maison Zervos administrée par la Fondation. Elle est affiliée à la Fédération des Maisons d'écrivain et des Patrimoines littéraires.

## Architecture de la maison
La maison se situe dans le hameau de la Goulotte, qui compte 4 maisons, et qui était autrefois un ensemble de granges faisant partie d'un même ferme, « la ferme Rousseau ». La maison est constituée de deux anciennes granges accolées reliées par des fenêtres en bandeau et un balcon surélevé. Une double mezzanine organise l'espace intérieur et une tour d'observation avec coursive et bastingage domine la maison et le jardin. Une grande terrasse en façade s'ouvre plein sud sur la colline de Vézelay.

### Architecture intérieure
La maison se développe sur 3 niveaux. Depuis le hall d'entrée, ce sont deux parcours qui s'offrent au visiteur. Ainsi en entrant dans le hall, un escalier qui dessert une double mezzanine. À droite, une salle plus grande permet d'accéder au préau ou bien aux étages par un escalier discret qui mène au lieu de vie du propriétaire. Ces deux parcours sont indépendants en revanche ils sont reliés au rez-de-chaussée par une grande terrasse exposée plein sud qui s'ouvre sur le soleil et la vallée de Vézelay.

#### Le hall d'entrée

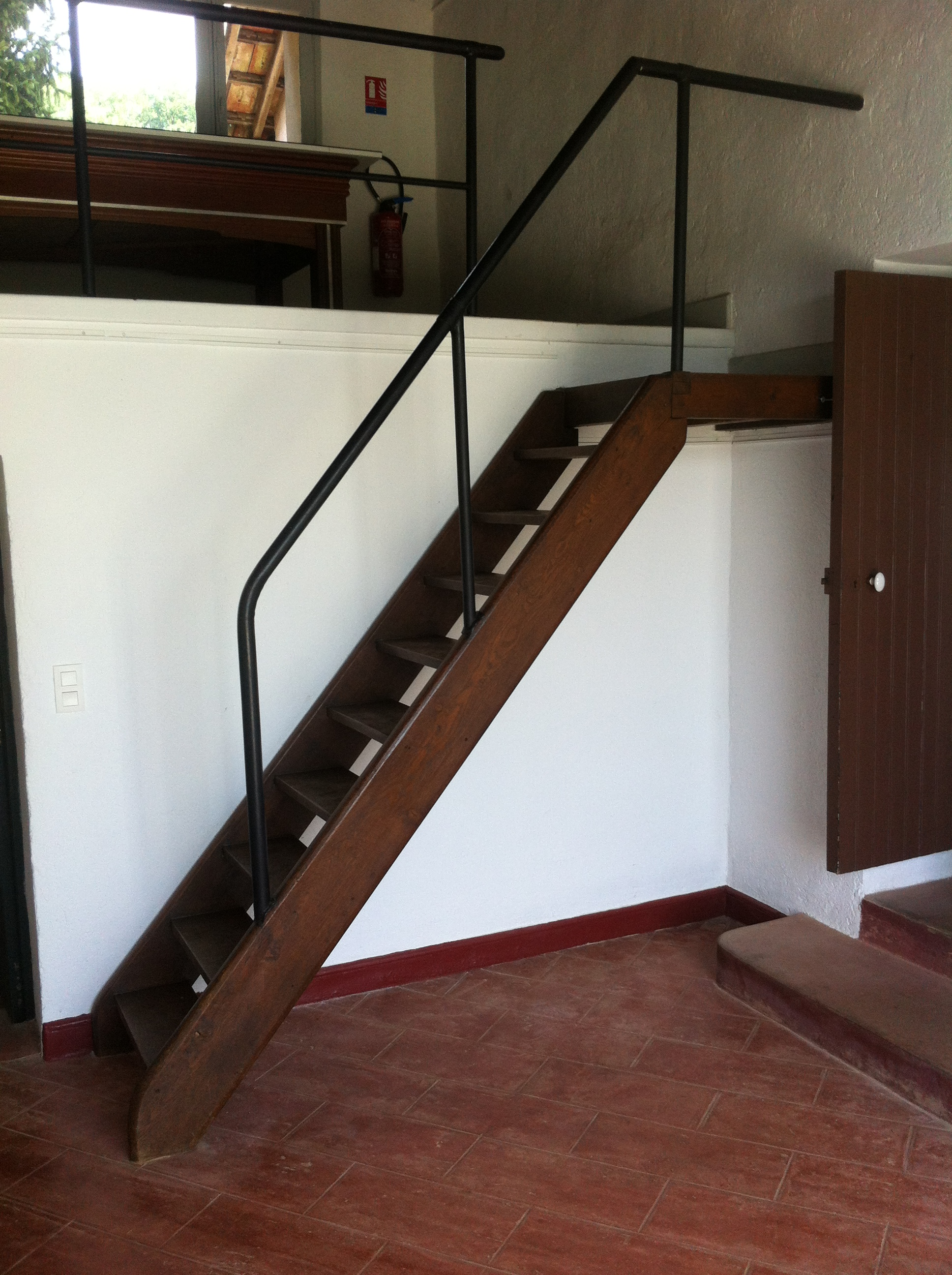
Escalier avec garde-corps en métal tubulaire du hall d'entrée.

Un espace en double hauteur accueille le visiteur à son entrée dans la maison par une grande porte fenêtre. Le hall bénéficie aussi d'un éclairage indirect provenant des mezzanines.

#### La double mezzanine
Espace en retrait sur deux niveaux auquel on accède par l'escalier du Hall d'entrée et qui correspond au premier grenier originel. Les sources de lumière sont variées : directe via deux fenêtres qui donnent sur la terrasse, par un puits de lumière dans le toit, et indirecte depuis le vide du hall et sa grande porte fenêtre.

#### La salle à manger
Cet espace s'ouvre sur l'extérieur grâce à deux fenêtres et une porte fenêtre centrale, et se trouve du coup baigné de lumière naturelle.

#### Le bureau de Christian Zervos

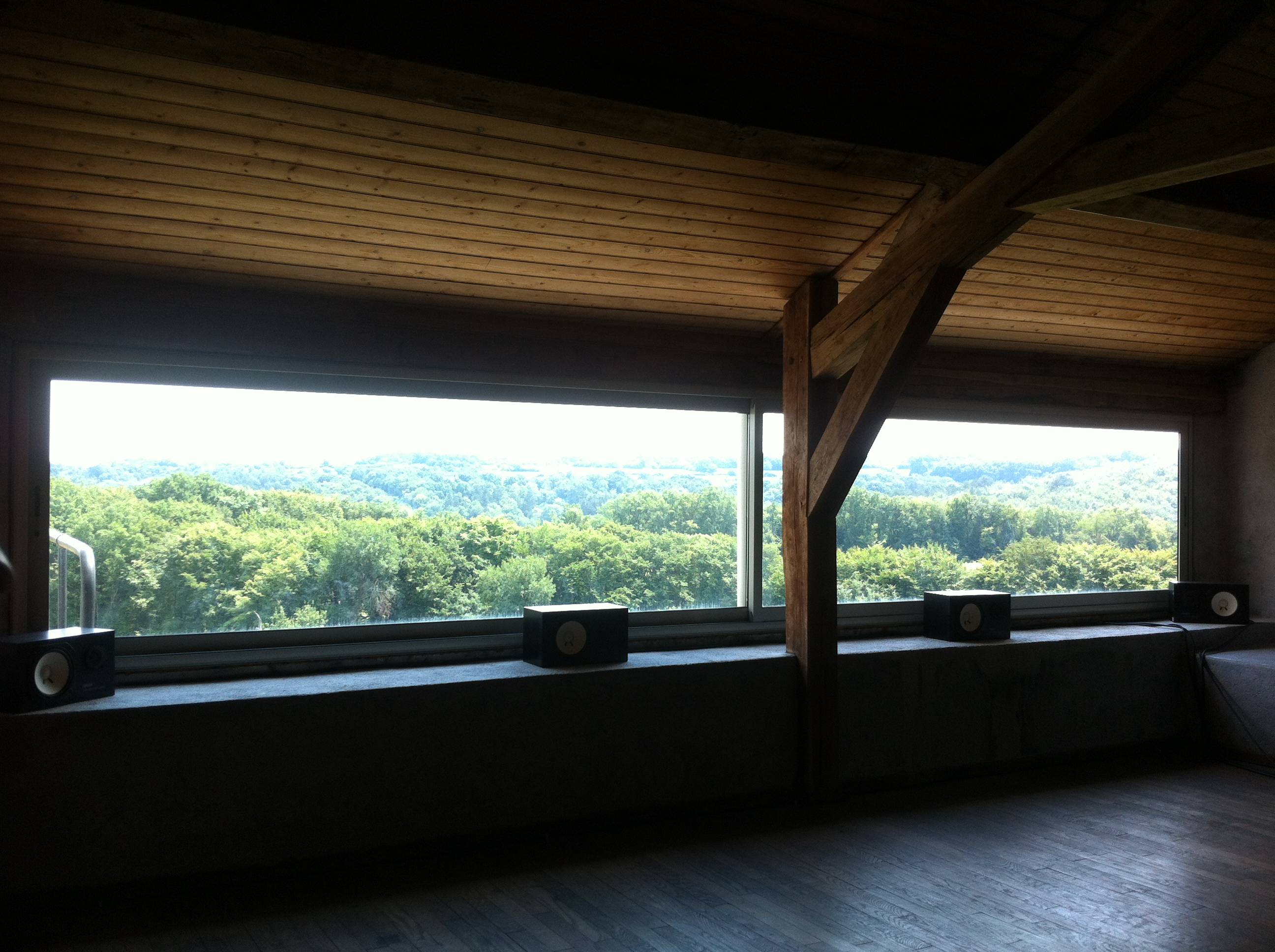
Fenêtre en longueur du bureau de Christian Zervos.

Le « bureau-établi-atelier » de Christian Zervos est un espace sous le toit correspond au deuxième grenier de la maison originelle. Il est très largement ouvert sur la terrasse sud par une immense fenêtre coulissante en longueur qui traverse toute la pièce. Elle a un double accès par un escalier privé qui rejoint le corridor du 2e étage et possède un banc/rangements en ciment qui longe l'escalier.
Yvette Szczupak-Thomas décrit ce bureau en 1942, avec le tableau Pêche de nuit à Antibes (août 1939) de Pablo Picasso sur le mur,.